# Basílica Bom Jesus de Tremembé
O Santuário e Basílica do Senhor Bom Jesus de Tremembé é um templo católico erigido em 1672, localizado na cidade de Tremembé, estado de São Paulo.

## História
A igreja do Bom Jesus de Tremembé foi construída pelo fundador da cidade, capitão-mor Manoel da Costa Cabral, em 1672, após concessão de licença para construção da igreja pela Câmara Eclesiástica do Rio de Janeiro em terras de sua fazenda, chamada Tremembé. A igreja, que à época era uma capela, passou por ampliações em 1795. Desde sua inauguração, a igreja abriga uma imagem do Senhor Bom Jesus.

### Imagem do Senhor Bom Jesus

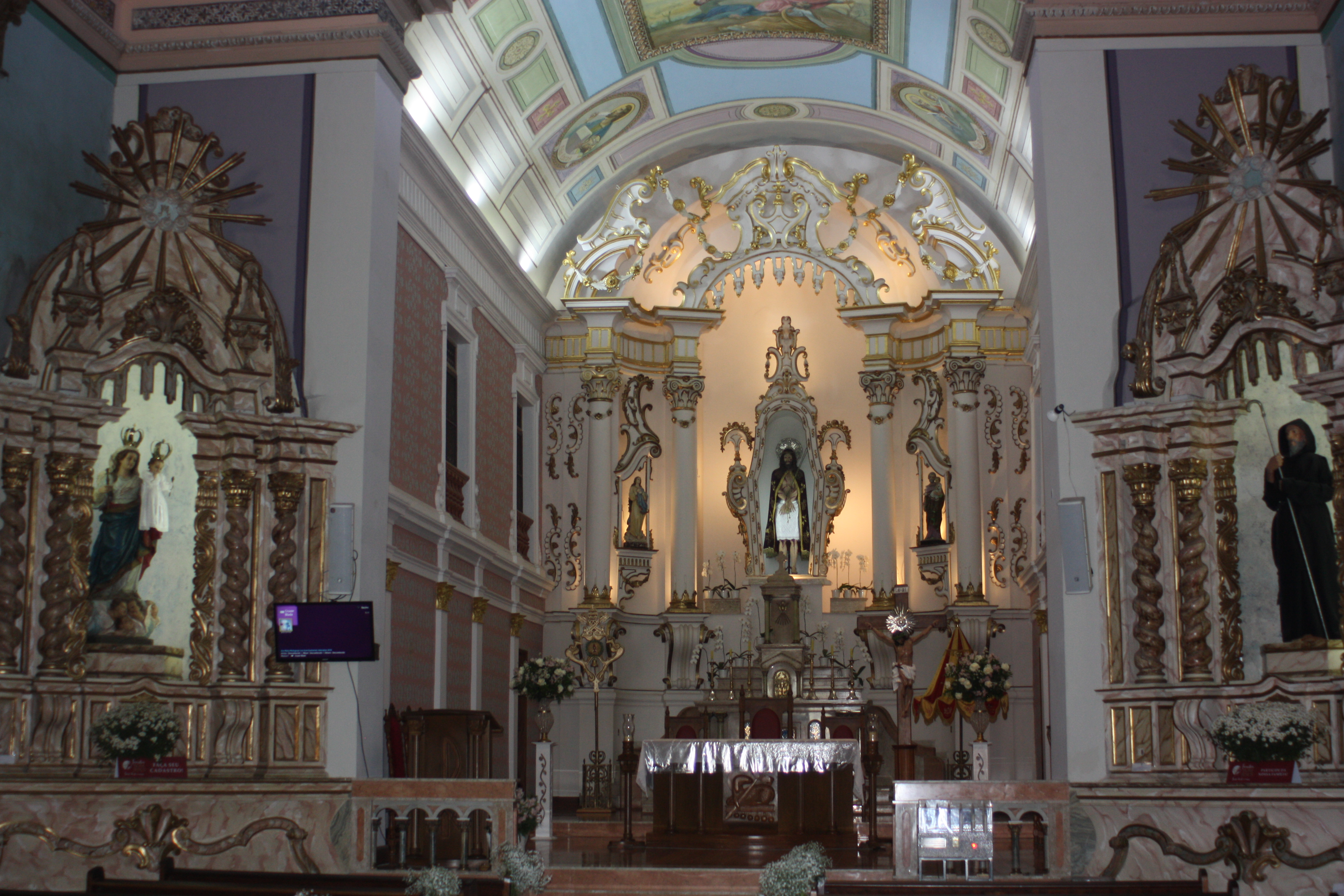
Altar da Basílica e imagem do Senhor Bom Jesus

A imagem do Senhor Bom Jesus de Tremembé é uma imagem de Jesus entalhada na madeira. Pesa 50 quilogramas e tem 196 centímetros de altura.
Diz a lenda que a imagem foi construída por um senhor idoso que residia nas margens do Rio Paraíba, e que este, após ter desaparecido, deixou a imagem em sua choupana. Os moradores locais, curiosos pelo seu desaparecimento, foram até onde ele residia e encontraram a imagem, quando a retiraram de seu lugar, brotou uma fonte de água, dando origem a bica da água santa.

### Títulos
Em 17 de outubro de 1907, Dom Duarte Leopoldo e Silva, à época Arcebispo de São Paulo, desmembrou-a da Paróquia de São Francisco das Chagas de Taubaté e transformou-a na matriz paroquial da nova Paróquia do Senhor Bom Jesus de Tremembé, ocasião em que recebeu o título de Santuário Arquiepiscopal.
Em 23 de novembro de 1974, o Papa Paulo VI concedeu-lhe o título de Basílica menor.